# Casa Urquiaga
La Casa Urquiaga o Casa Calonge es una casa de estilo neoclásico ubicada en Trujillo. Actualmente es sede del Banco Central de Reserva del Perú y museo.
Fue construida en el siglo XVI y reedificada XIX. El frontis destaca el portón de madera estilo neoclásico, columnas dóricas, ventanas de hierro forjado. En el interior contiene 3 patios con columnas.
En el interior alberga objetos pre incas, colonial y republicana. Entre la colección alberga adornos chimús, mobiliario en caoba, cerámicas donadas por Simón Bolívar.